# Veit Pagel
Veit Pagel (* 1946 in Hannover) ist ein deutscher Golfspieler.

## Werdegang
Pagel begann im Alter von sieben Jahren beim Golfclub Hannover (GCH) mit dem Golfsport, den dort auch seine Eltern betrieben. 1952 übernahmen sie dort die Clubgastronomie. Noch im Dress des GCH gewann er 1964 die Deutsche Jugendmeisterschaft.
1972 nahm der aus Hannover stammende Pagel, der sich während des Studiums dem Hamburger GC anschloss, erstmals an der Mannschaftsweltmeisterschaft der Amateure teil, kam mit der deutschen Auswahl auf den elften Platz. 1974, 1976 und 1978 gehörte Pagel ebenfalls bei den Austragungen des Turniers zur deutschen Mannschaft, die beste Platzierung in dieser Zeit war der achte Rang 1978.
Ende Juni 1969 wurde Pagel mit Deutschland Zweiter der Mannschaftseuropameisterschaft, die in Hamburg-Falkenstein auf dem Platz seines Vereins Hamburger GC ausgetragen wurde. Pagel nahm auch 1971, 1973, 1975, 1977 und 1979 an der Mannschafts-EM teil. Im Einzel wurde er 1990 Fünfter der Europameisterschaft.
Nachdem er eigener Aussage nach zehn Jahre dem Titel hinterhergelaufen war, wurde Pagel 1974 in Feldafing Deutscher Meister der Amateure. 1978 gewann er erneut die Deutsche Meisterschaft. Der Sieg gelang in Nürnberg, er verwies seinen Vereinskameraden vom Hamburger GC, Klaus L. Huschke, auf den zweiten Rang. Bei der Internationalen Deutschen Amateur-Meisterschaft im Einzel kam Pagel 1973 auf den zweiten Platz.
In den Jahren 1974, 1975, 1979 und 1981 siegte Pagel beim internationalen Turnier um den Sherry Cup. Im Altherrenalter wurde er 2002 und 2013 Deutscher Seniorenmeister.
Pagel studierte Betriebswirtschaftslehre, 1971 übernahm er von seinen Eltern die Leitung des „Grand Hotel Mussmann“ in der Innenstadt von Hannover.